# Pedicularis yaoshanensis
Pedicularis yaoshanensis är en snyltrotsväxtart som beskrevs av H.Wang. Pedicularis yaoshanensis ingår i släktet spiror, och familjen snyltrotsväxter. Inga underarter finns listade i Catalogue of Life.